# Wichita Recordings
Wichita Recordings är ett London-baserat indieskivbolag, grundat 2000 av Mark Bowen och Dick Green. Till skivbolagets största signerade artister hör Bloc Party, The Cribs, Clap Your Hands Say Yeah, Bright Eyes, My Morning Jacket, Yeah Yeah Yeahs, Her Space Holiday, Los Campesinos! och Peter Bjorn and John.

## Artister

### Nuvarande
- Best Coast
- Bloc Party
- The Bronx
- Canyon
- Clap Your Hands Say Yeah
- Cloud Nothings
- Conor Oberst
- The Cribs
- The Dodos
- Espers
- Euros Childs
- First Aid Kit
- Frankie & The Heartstrings
- Greg Weeks
- Her Space Holiday
- Kele (Kele Okereke)
- Les Savy Fav
- Lissy Trullie
- Los Campesinos!
- Lovvers
- Meg Baird
- Peggy Sue
- Peter Bjorn and John
- Peter Morén
- Simian Mobile Disco
- Sky Larkin
- Those Dancing Days

### Tidigare
- The Blood Brothers
- Brave Captain
- Bright Eyes
- The Bumblebeez
- Desaparecidos
- The Drips
- Elastica
- Giant Drag
- Kid606
- My Morning Jacket
- Northern State
- The Pattern
- Penfold Plum
- Ruby
- Saul Williams
- Wauvenfold
- Weevil
- Yeah Yeah Yeahs